# Fish Tank
Fish Tank är en brittisk film från 2009 i regi och med manus av Andrea Arnold.

## Handling
Mia (Katie Jarvis) är femton år och avstängd från skolan på grund av sitt aggressiva beteende. Hon bor med sin unga ensamstående mamma Joanne (Kierston Wareing) och lillasyster Tyler (Rebecca Griffiths) i Essex, England. Hennes liv förändras när hon blir kompis med mammans nya pojkvän Connor (Michael Fassbender), som uppmuntrar henne att utveckla sitt intresse för dans.

## Om filmen
Fish Tank regisserades av Andrea Arnold, som även skrivit filmens manus. Filmen belönades med Prix du Jury vid Filmfestivalen i Cannes 2009. Filmen vann även en BAFTA Award 2010 för "Best Outstanding British Film".
Filmen hade svensk premiär den 8 januari 2010.
Fish Tank efterbearbetades i Roy Anderssons Studio 24 Mix i Stockholm. Joakim Sundström ledde arbetet med ljudredigeringen.

## Medverkande (urval)
| Katie Jarvis       | – Mia           |
| Michael Fassbender | – Connor        |
| Kierston Wareing   | – Joanne        |
| Rebecca Griffiths  | – Tyler         |
| Harry Treadaway    | – Billy         |
| Sydney Mary Nash   | – Keira         |
| Carrie-Ann Savill  | – Tylers vän    |
| Toyin Ogidi        | – Tylers vän    |
| Grant Wild         | – Keeleys pappa |
| Sarah Bayes        | – Keeley        |